# 德波互不侵犯条约
德波互不侵犯條約（德語：Erklärung zwischen Deutschland und Polen über den Verzicht auf Gewaltanwendung），是纳粹德国与波兰第二共和国于 1934 年 1 月 26 日在柏林签署的协议。  两国保證通过双边谈判解决问题，并確在 10 年内放弃兩國之間任何武装冲突。该协议有效地实现了波兰和德国之间关系的正常化，两国关系曾因凡尔赛条约中的领土解决方案引起的边界争端而变得紧张，但條約簽訂後德國實際上承認了對波蘭的邊界，该声明也标志着过去十年中两国之间的关税战的結束。